# Nybyggerne i 1820
Nybyggerne i 1820 var flere grupper af hvide, britiske kolonister som blev placeret af britiske myndigheder og Kapkoloniens myndigheder i dagens Eastern Cape i Sydafrika i 1820.
Nybyggerne blev opmuntret til at slå sig ned i et forsøg på at, konsolidere og forsvare det østlige grænseområde mod nabofolket xhosaerne. Den skulle også hæve andelen af engelsksprogede i befolkningen. Den var en af de største etaper i britisk bosætning i Afrika og dannede det anglo–afrikanske kulturelle område Albany, dermed var den en milepæl i dannelsen af det anglo–afrikanske folk.
Cirka 5000 nybyggere ankom Kap i cirka 60 forskellige grupper mellem april og juni 1820. Nybyggerne fik gårde nær landsbyen Bathurst og fik udstyr, men deres mangel på landbrugserfaring førte til at mange af dem opgav landbruget og trak sig tilbage til Bathurst og andre bosætninger som Grahamstown, East London og Port Elizabeth hvor mange af dem blev handelsmænd.
De bliver mindet i Grahamstown gennem et nationalt monument som åbnede i 1974. 1820 Settlers National Monument er værter for skuespil, koncerter og kulturelle hændelser.

## Eksterne links
- Grahamstown Foundation and 1820 Settlers National Monument Arkiveret 24. marts 2006 hos  Wayback Machine
- 1820Settlers.com, slægtsforskning